# بروناره
بروناره (به لهستانی:  Brunary) یک روستا در لهستان است که در گمینا اوشچیه گورلیتسکیه واقع شده‌است. بروناره ۸۱۳ نفر جمعیت دارد.